# Осична (Хмільницький район)
Оси́чна — село в Україні, в Уланівській сільській громаді Хмільницького району Вінницької області. Населення становить 249 осіб.

## Видатні уродженці
- Панасюк Раїса Василівна (1973-2018) — українська громадська діячка, урядовий уповноважений з прав осіб з інвалідністю.